# Tossal Braibal
Tossal Braibal (lub Tosa del Braibal) – szczyt górski w Pirenejach Wschodnich. Administracyjnie położony jest w Andorze, na granicy parafii Encamp i Escaldes-Engordany. Wznosi się na wysokość 2641 m n.p.m. (według niektórych źródeł 2637 m n.p.m.). 
Na północny wschód od szczytu usytuowany jest Alt del Griu (2874 m n.p.m.), natomiast na wschodzie położony jest Pic dels Pessons (2858 m n.p.m.). Na południe od szczytu rozciąga się dolina rzeki Riu Madriu, z kolei na jego północnych stokach swoje źródła ma potok Riu de les Agols.